# Temps de violence
Pour plus de détails, voir Fiche technique et Distribution.
Temps de violence (bulgare : Време на насилие, SBOTCC :  Vreme na nasilie) est un film historique bulgare sorti en 1988 et réalisé par Lioudmil Staïkov.
Il s'agit d'une adaptation du roman Vreme razdelno (Време разделно) d'Anton Dontchev. Il se compose de deux épisodes d'une durée totale de 288 minutes. Il a été présenté pour la première fois au Festival de Cannes 1988 dans la section Un certain regard et il est proposé comme film bulgare pour le meilleur film en langue étrangère lors de la 62e cérémonie des Oscars, mais n'a pas été nommé.

## Synopsis
Le film se déroule dans l'Empire ottoman, en 1668. Alors que Fazıl Ahmet Köprülü concentre ses efforts sur la guerre de Candie, il devient paranoïaque à l'égard des sujets chrétiens du sultan, convaincu qu'ils représentent une menace incontrôlable pour l'empire s'ils ne sont pas islamisés.
L'une des cibles est Elindenya, un village situé dans une vallée des Rhodopes où le mode de vie des Bulgares chrétiens a été en grande partie laissé en paix sous le règne du gouverneur ottoman Süleyman Agha. Un régiment de sipahis est envoyé dans la vallée avec pour mission de convertir la population chrétienne à l'islam, par la force si nécessaire. Ce qui est extraordinaire, c'est que le régiment est dirigé par Kara Ibrahim, un devchirmé fanatique originaire d'Elindenya, et bien que Süleyman Agha, sentant que son propre règne est en jeu, s'oppose aux conversions forcées, Kara Ibrahim est favorable à des mesures d'une extrême brutalité à l'encontre des Bulgares locaux, y compris de sa propre famille.

## Fiche technique
- Titre français : Temps de violence[3]
- Titre original : Време на насилие, SBOTCC :  Vreme na nasilie
- Réalisateur : Lioudmil Staïkov
- Scénario : Gueorgui Danaïlov (bg), Mikhaïl Kirkov (bg), Radoslav Spassov (bg)
- Photographie : Radoslav Spassov
- Montage : Violeta Tochkova
- Musique : Gueorgui Guenkov (bg)
- Société de production : Boyana Film
- Pays de production :  Bulgarie
- Langue de tournage : bulgare
- Format : Couleur - Son Dolby Surround - 35 mm
- Genre : Film historique
- Durée : 288 minutes
- Date de sortie :	
  - Bulgarie : 28 mars 1988
  - France : 16 mai 1988 (Festival de Cannes 1988)[1]

## Distribution
- Iossif Srtchadjiev (bg) : Karaïbrakhim
- Roussi Tchanev (bg) : pope Aligorko
- Ivan Krstev (bg) : Manol
- Valter Toski : Venetsianetsa
- Ania Pentcheva (bg) : Sevda
- Vassil Mikhaïlov (bg) : Siouleïman aga
- Konstantine Kotsev (bg) : diado Galouchko
- Kalina Stefanova (bg) : Yelitsa
- Anguel Ivanov : Mirtcho
- Momtchil Karamitev (bg) : Momtchil
- Stoïko Peïev (bg) : Goran